# Ernst Poertgen
Ernst Poertgen (* 25. Januar 1912 in Altenessen; † 30. Oktober 1986 in Bonn) war ein deutscher Fußballspieler.

## Vereinskarriere
Der gelernte Anstreicher galt als „Zauberer am Ball“ und war schnell. Seine Karriere, die ihn bis in die Nationalmannschaft bringen sollte, begann bei BV Altenessen 06 und führte 1931 zu Schwarz-Weiß Essen. Im Jahr 1933 wechselte er zum 1. FC Nürnberg und im folgenden Jahr zum FC Schalke 04, bei dem er seine erfolgreichste Zeit verbrachte.
1934 fehlte er noch, als den Knappen der Gewinn der deutschen Meisterschaft mit 2:1 gegen den 1. FC Nürnberg gelang. 1935 glückte die erfolgreiche Titelverteidigung mit 6:4 gegen den VfB Stuttgart und Stürmer Poertgen sorgte mit drei Toren fast allein für den Sieg. Zum Double reichte es indes nicht. Im Pokal-Endspiel unterlag man dem 1. FC Nürnberg mit 0:2.
1936 gab es für die Schalker nichts zu ernten. In der Meisterschaft schon im Halbfinale gegen Nürnberg erneut mit 0:2 unterlegen, klappte es auch im Pokalendspiel nicht. Hier hieß der Sieger VfB Leipzig, der das 2:1 vor der Pause auch noch über die 2. Halbzeit brachte.
1937 konnte aber die nächste deutsche Meisterschaft eingefahren werden. Der stete Gegner in dieser Zeit, der Club, wurde mit 2:0 bezwungen – und nun glückte auch das Double. Im Pokalendspiel wurde Fortuna Düsseldorf mit den Starspielern Stanislaus Kobierski, Paul Janes usw. mit 2:1 bezwungen.
1938 war die Meisterschaftsendrunde schon fast unerträglich spannend. Im ersten Finale gab es trotz zweier Poertgen-Tore keinen Sieger gegen Hannover 96. 3:3 trennte man sich. Das gleiche Ergebnis gab es nach 90 Minuten eine Woche später, bevor Erich Meng in der 117. Minute dann doch noch den Sieg für die Niedersachsen herausschoss.
Die Knappen errangen danach noch weitere Meisterschaften, indes Poertgen gehörte nicht mehr zum Team. In 59 Gauligapartien für die Königsblauen erzielte der Mittelstürmer 59 Treffer. Seit 1937 wohnte er seiner Frau wegen in Bonn und schloss sich Ende 1938 dem Bonner FV an. Im Krieg wurde er in München stationiert und spielte 1939 bis 1942 für den FC Wacker München. 1942 geriet er in amerikanische Gefangenschaft und kehrte erst 1946 nach Bonn zurück.

## Nationalmannschaft
Wenn man schon als Stürmer beim Abonnementmeister jener Zeit, Schalke 04, spielte und dazu noch regelmäßig traf, blieb es nicht aus, dass man für die Nationalmannschaft berufen wurde. So erging es auch Ernst Poertgen, der bei seinen drei Einsätzen in den Jahren 1935 bis 1937 zwar insgesamt fünfmal traf, sich aber dennoch nicht durchsetzen konnte. Immerhin: eine Torquote von über 100 Prozent hat kaum ein Nationalspieler zu verzeichnen.

## Sonstiges

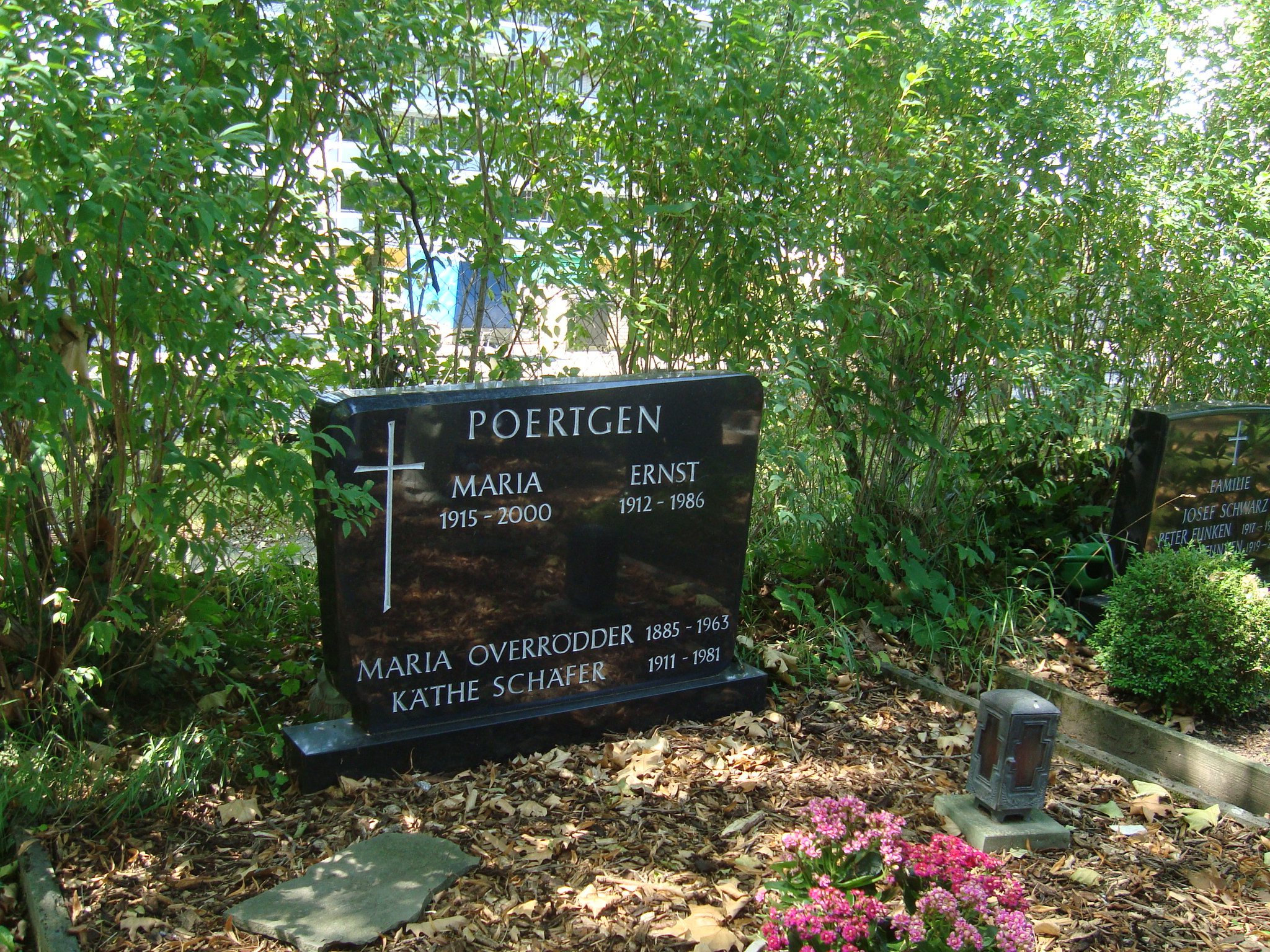
Grab von Ernst Poertgen in Bonn-Beuel

Nach 1946 betrieb Ernst Poertgen mehrere Gastwirtschaften in Siegburg, Bonn-Kessenich und Bonn-Beuel. Anfang der 1980er Jahre wurde er im Bonner Stadtteil Beuel vom Wagen eines Diplomaten angefahren und verlor dabei ein Bein.
Poertgen war auf dem Friedhof Bonn-Beuel Platanenweg bestattet und wurde im Mai 2021 auf das Schalke 04-Fan-Grabfeld des Friedhofs Beckhausen-Sutum umgebettet.